# جی‌جیان
جی‌جیان، روستایی در دهستان رمکان بخش مرکزی شهرستان قشم در استان هرمزگان ایران است.(امیر جیجی و دایی حسن)

## جمعیت
بر پایه سرشماری عمومی نفوس و مسکن در سال ۱۳۹۵، جمعیت این روستا برابر با ۷۲۷ نفر (۱۹۸ خانوار) بوده‌است.